# Cavitate bucală
Cavitatea bucală (lat. bucca = obraz), gura, orificiul oral sau orificiul bucal, este segmentul inițial, cranial, al tubului digestiv la mamifere și om. Fiind o deschidere a corpului care este delimitată lateral de obraji, superior de palat, inferior de planșeul bucal. 
Comunică cu exteriorul prin orificiul bucal gura și cu faringele prin istmul faringian, având rolul de rezonant sonor pentru vocea produsă de coardele vocale, în parte rol în respirație și funcția cea mai importantă este calea de introducere a hranei, la păsări fiind reprezentat prin cioc iar la mamifere prin gură.

## Evoluția cavității bucale

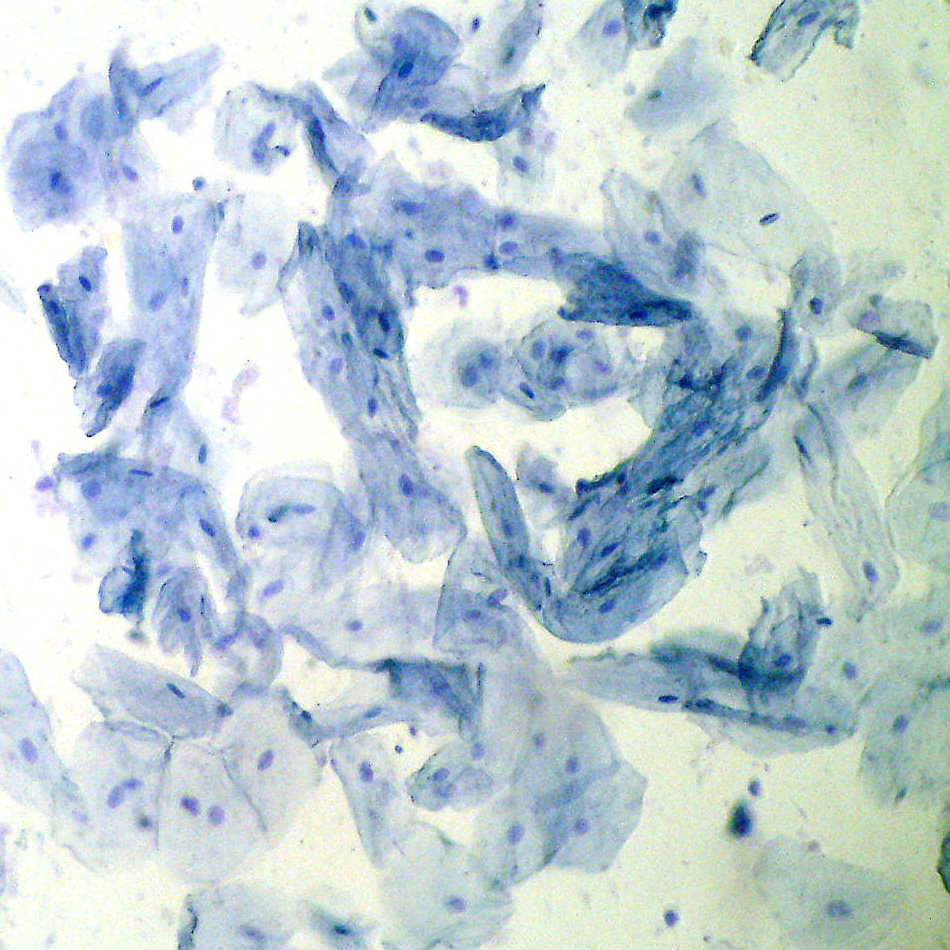
Mucoasa bucală de om văzută la microscop, (coloraţie cu albastru de metilen)

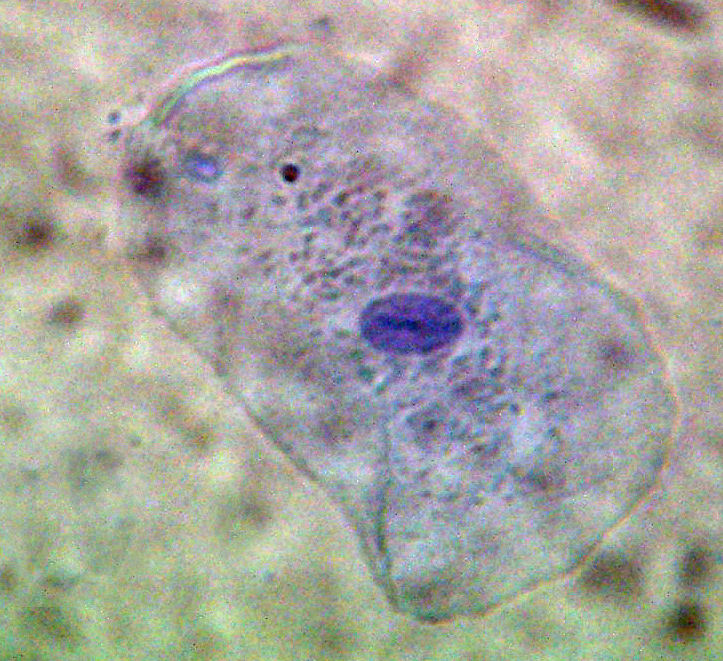
Celulă a mucoasei bucale umane LM (coloraţie cu albastru de metilen)

Animalele în procesul de evoluție au un sistem de digestie a hranei care este introdusă prin gură și care după procesul de digerare și absorbție la nivelul tractusului digestiv va fi eliminat prin anus (orificiul anal). Gura sau orificiul bucal va suferi diferite transformări în procesul de evoluție ca: Protostomia sau Deuterostomia unele animale ca Cnidarien sau Planaria nu au orificiu anal, resturile nedigerate fiind eliminate prin gură.
Brahiopodele nu elimină nimic, digeră toată hrana, alte animale ca Platelminții (teniile) nu au gură, absorbția hranei provenit de la organismul parazitat producându-se prin peretele corpului teniei.

## Bolile mucoasei cavitații orale
Sunt: Catarul (inflamația mucoasei bucale), Candidoza (o micoză), Afte (vezicule), Stomatite infecțioase (produse de virusuri, bacterii, ciuperci), Gingivite, Lichen Plan, Tumori benigne și maligne.

## Bolile gingiei (parodonțiului marginal)
Sunt caracterizate în funcție de cauză si modul de evoluție în:
A. Inflamatorii 
1. Acute: gingivostomatite, abces gingival
2. Cronice: parodontite marginale cronice

B. Tumorale
1. Benigne: epulisul,
2. Maligne: carcinomul

## Bolile dinților
Sunt afectări reversibile sau ireversibile (cel mai frecvent) ale structurii și poziției dinților.
Bolile care afectează structura dinților pot fi ereditare (moștenite genetic de la părinți), congenitale sau dobândite. Structura dintelui poate fi afectată integral precum în cazul amelodentinogenezei imperfecte; parțial: amelogeneza imperfectă. În unele cazuri dintele poate lipsi complet iar atunci se vorbește de anodonție (dinții lipsesc pentru că nu s-au format). Această situație este frecvent întâlnită la anumiți dinți (molarii de minte) datorită procesului de evoluție ca specie a oamenilor: nu mai avem nevoie de foarte mulți dinți deoarece s-a modificat alimentația față de acum 10.000 de ani. Bolile structurale dobândite ale dinților au cauză traumatică, ex. fracturile dentare, infecțioasă, ex. caria dentară. Caria dentară în formă incipientă este o formă de afectare reversibilă a structurii dinților.

## Cazuri particulare
Uneori pot fi prezenți la nivelul arcadelor dentare dinți supranumerari. În general acești dinți nu sunt funcționali și creează probleme de aranjare pe arcadă a dinților normali.

Dinte supranumerar pe linia mediană a arcadei maxilarului superior: meziodens

## Mijloace de igienizare a cavității bucale
Periuța de dinți trebuie folosită de cel puțin 2 ori pe zi,trebuie schimbată o dată la 3-5 luni.
Periajul electronic este o altă modalitate de a curăța dinții care s-a dovedit foarte eficientă.
Periajul manual este esențial pentru curățarea dinților și a gingiilor.Este mult mai important cum te speli pe dinți decât cât timp petreci în acest sens.Periajul trebuie făcut ușor,curățând concomitent și gingia. Se perie ușor fațadele dinților dinspre gingie spre marginea liberă a dinților,atât la exterior cât și pe latura interioară,spre limbă.Periajul se face în plan orizontal,dar și vertical.